# طوب روماني

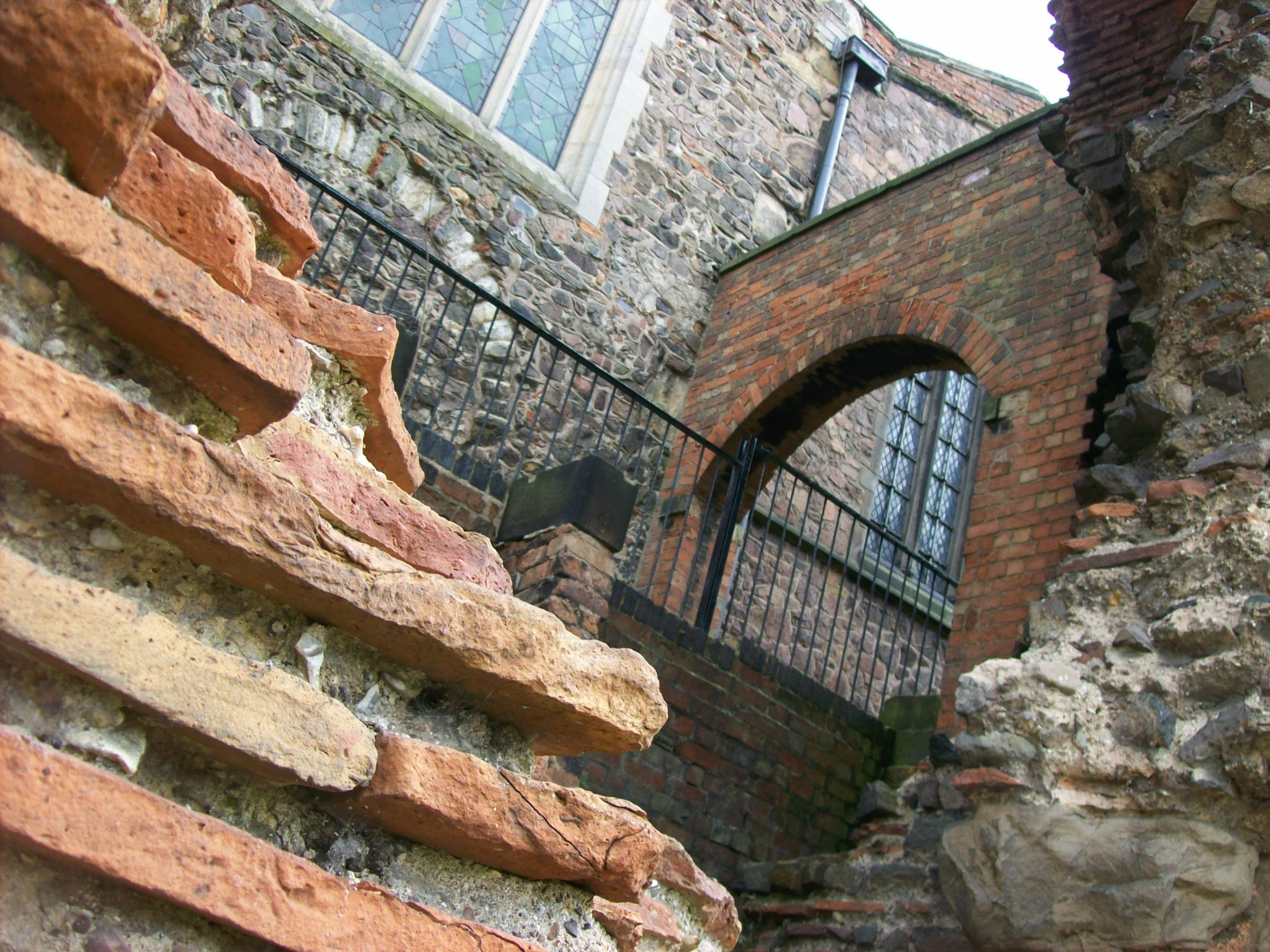
جدار جوري في مدينة لستر، شُيد من الطابوق الروماني.

الطابوق الروماني أو الطوب الروماني استخدم في العمارة الرومانية القديمة في البلدان التي سيطروا عليها، وثمة نوع حديث مُستوحى من النماذج القديمة. على كِلتا الحالتين، فإنه يتميز بأنه أطول وأرفع بالأبعاد من الطابوق الحديث الاعتيادي.

## وصلات خارجية
- العمارة الرومانية | الباحثون السوريون نسخة محفوظة 25 أبريل 2017 على موقع واي باك مشين.